# 三富兜翔
三富 兜翔（みとみ かぶと、1989年8月2日 - ）は、日本のプロレスラー。

## 経歴
攻玉社中学校・高等学校卒業。慶應義塾大学文学部在学中にUWF関東学生プロレス連盟で潮吹豪として学生プロレスを始める。3年次に「学生プロレスサミット2012」でメインイベントを務めた。
2013年1月、ユニオンプロレスに入団。4月、博報堂に入社。しかし、大学卒業前に交通事故に巻き込まれて学生プロレス最後の舞台となるはずだった「学生プロレスサミット2013」を欠場して3月10日に予定されていたデビュー戦も中止。
7月28日、ユニオンの対石川修司戦でデビュー。
2014年1月、博報堂を退社したことを発表してプロレスに専念する。
3月、曙の欠場などでカードが変わり全日本プロレスに初参戦。青木篤志とのシングルで敗北。また本家である潮崎豪との対面を果たした。さらには潮崎の熊本凱旋大会では、潮崎が試合後に両親や親戚と一緒に三富とも写真撮影をしている。
6月、麻布十番で「街コンプロレス」を開催。男女合わせて138名もの参加者を集める。
12月4日、Twitterで会社の不利益となる情報を発信したとして、12月6日より60日間の出場停止の処分を言い渡される。また、原因となったTwitterアカウントも消去。
12月5日、美少年プロレスの試合中に受けたバックドロップにより、頚椎捻挫、胸椎打撲、頚椎症性神経根症となる負傷。3月に復帰。。
2015年10月、ユニオンプロレス解散後はフリーに転向。様々な企業とタイアップしたイベントプロモーションの起業を考案。12月には愛媛で街コンとタイアップしたプロレスを行っている。
12月5日、WRESTLE-1横浜大会で売店にいたKAIに共闘を直訴。KAIからは学生プロレス時代のリングネームから「潮吹」と呼ばれている。
12月24日、WRESTLE-1に参戦してKAI、翔太と共にユニット「自由軍」を結成して活動する。
2016年1月、愛媛プロレスを発起人として旗揚げ（のちに退団）。
2017年1月、WRESTLE-1リザルトチャンピオンシップ初代王者決定トーナメントにエントリーされ、初戦の甲府大会で後の初代王者となる土肥孝司を相手に接戦を展開。
またWRESTLE-1の社員として17年から19年まで経営部門にも参加（選手としてはフリー契約）。
5月20日、小田原アリーナ大会で王者土肥孝司と再戦し、シングルプレイヤーとしての引き出しの多さを見せるも敗北。
8月、プロレスリングACEに対して批判を展開。
2020年12月2日、令和2年度宅地建物取引士資格試験に合格。現役プロレスラー史上初の宅建合格者になる。
2021年5月、リングネームを三富兜翔（みとみかぶと）に改名。
2025年4月15日、拳王がYOUTUBEにて配信している『拳王チャンネル』の3周年記念大会の第3試合で清宮海斗&アレハンドロとトリオを組み近藤修司&大原はじめ&カツオと対戦。なお、この大会に出場した理由は、拳王が原宿でロケを行っていたさい、ジムからの帰り道で偶然遭遇し、番組にほんの数分であるが出演した事により「拳王チャンネルと関わりのあるレスラー」に認定されたからによる。

## 得意技
ソルティースプラッシュ
垂直落下式ブレーンバスター
トラースキック
兜斬り
兜巻き
兜インパクト ＊KAIの使用するメテオインパクトと同型
アームドラッグ
腕攻め各種

## メディア出演

### テレビ
- 嵐にしやがれ（日本テレビ）
- NEWS ZERO（日本テレビ）
- Q人募集（日本テレビ）
- 櫻井有吉アブナイ夜会（TBS）
- ニュースな晩餐会（フジテレビ）

### ラジオ
- 真夜中のハーリー&レイス（ラジオ日本）

### CM
- スパイラルグレープ（アサヒ飲料）

## P.P.P.TOKYO

### 歴史
2019年9月30日、「令和のバブルを作り出す」をモットーにプロレスの開口を広げるべくプロレス団体「P.P.P.TOKYO」の旗揚げ。
2020年9月14日、ソフト・オン・デマンドおよびSODクリエイトとのコラボレーション興行『SOD BASARA presents P.P.P.TOKYO 酒池肉林祭』を開催。

### 所属選手
- 三富兜翔
- ちゃんよた
- 八須拳太郎
- 大谷譲二
- エチカ・ミヤビ

### P.P.P. GIRLS
- RINKO
- 中谷伊織
- くりりん

### イケマッチョ軍団
- 義田大峰
- 岩原弘幸